# Ulrich Hegerl
Ulrich Hegerl (* 5. Juni 1953 in München) ist ein deutscher Psychiater und Vorsitzender der Stiftung Deutsche Depressionshilfe.

## Leben
Ulrich Hegerl studierte Medizin in Erlangen und Rennes (Frankreich). Er erhielt 1978 seine Approbation als Arzt. Nach einer Tätigkeit als Stabsarzt in Bayreuth im Rahmen seiner Wehrpflicht war er von 1980 bis 1994 an der Freien Universität Berlin als wissenschaftlicher Mitarbeiter tätig. 1981 promovierte er dort und 1987 erhielt er die Anerkennung als Facharzt für Neurologie und Psychiatrie. 1992 habilitierte er sich im Fach Psychiatrie zu dem Thema „Prädiktorforschung in der Psychiatrie“. Von 1996 bis 2006 war er Leitender Oberarzt und ab 1998 C3-Professor für Psychiatrie an der Psychiatrischen Klinik und Poliklinik der Ludwig-Maximilians-Universität München. Von 2006 bis 2019 war er Direktor und Lehrstuhlinhaber der Klinik und Poliklinik für Psychiatrie und Psychotherapie am Universitätsklinikum Leipzig. Seit Juni 2019 hat er die Johann Christian Senckenberg Distinguished Professorship mit Sitz in der Klinik für Psychiatrie, Psychosomatik und Psychotherapie des Universitätsklinikums Frankfurt inne.
Hegerl war von 1999 bis 2008 Sprecher des vom Bundesministerium für Bildung und Forschung (BMBF) geförderten Kompetenznetzes „Depression, Suizidalität“. Die Nachfolgeorganisation des Kompetenznetzes ist seit 2008 die Stiftung Deutsche Depressionshilfe, die er als Vorsitzender leitet. Darüber hinaus leitet er das Deutsche Bündnis gegen Depression e. V. und die European Alliance against Depression e. V.
Seit 2013 ist Ulrich Hegerl Mitglied im Wissenschaftlichen Beirat der Bundesärztekammer.

## Werk
Ulrich Hegerl setzt sich für die Erforschung der Neurobiologie psychiatrischer Erkrankungen und deren Prävention ein – mit dem Schwerpunkt Depression und Suizidalität. Er entwickelte u. a. einen 4-Ebenen-Interventionsansatz zur optimierten Versorgung von Menschen mit Depressionen und der Prävention suizidaler Handlungen. Grundüberlegung des 4-Ebenen-Ansatzes ist die Tatsache, dass die Mehrheit der jährlich ca. 10.000 Suizide in Deutschland vor dem Hintergrund einer insbesondere nicht erkannten oder nicht adäquat behandelten Depression erfolgt. Das Suizidrisiko soll durch eine verbesserte Versorgung depressiv erkrankter Menschen und dem Abbau von Fehlwissen und Vorurteilen in der Bevölkerung gesenkt werden. Dafür werden folgenden Maßnahmen umgesetzt:
- Kooperation mit Hausärzten,
- Schulungen von Multiplikatoren (z. B. Pfarrer, Lehrer, Polizisten),
- Öffentlichkeitsarbeit und
- Schaffung von Angeboten für Betroffene und Angehörige.

Die Wirksamkeit hat sich in wissenschaftlichen Evaluationsstudien gezeigt, in denen eine Abnahme von suizidalen Handlungen (Suizide und Suizidversuche) bzw. Suizidraten in Regionen mit einem Bündnis gegen Depression im Vergleich zu Kontrollregionen und einem Ausgangsjahr ohne Aktivitäten verzeichnet werden konnte. Der Ansatz stellt den weltweit am häufigsten implementierten Ansatz zur Suizidprävention dar. Die WHO und die EU würdigten ihn als Best practice.
Ein weiterer Schwerpunkt der Forschung Ulrich Hegerls ist die Analyse von Hirnwellen, welche mittels des Elektroenzephalogramms erfasst werden können. Ausgehend von der These, dass die Wachheitsregulation bei unipolar depressiven Erkrankungen eine Hyperstabilität (Hypervigilanz) aufweist, konnte die von ihm geleitete Leipziger Neurophysiologische Arbeitsgruppe nachweisen, dass eine semi-automatisierte Erfassung der Vigilanzregulation (VIGALL) eine Unterscheidung zwischen depressiv erkrankten Menschen und gesunden Kontrollen ermöglicht, die nicht auf Selbstauskunft der Betroffenen beruht. Hierzu wurden zahlreiche Studien und der Algorithmus veröffentlicht. Im Gegenzug zu einer überstabilen Wachheitsregulation in der Depression wird von Hegerl eine instabile Wachheitsregulation bei manischen Syndromen postuliert. Entsprechend wird eine mögliche psychopharmakologische Behandlung manischer Syndrome mittels Stimulantien angenommen, ähnlich einer Medikation bei Aufmerksamkeitsdefizit-/Hyperaktivitätsstörung.
Neben einer über drei Jahrzehnte gehenden, ununterbrochenen klinisch-psychiatrischen Tätigkeit veröffentlichte er über 600 wissenschaftliche Publikationen. Schwerpunkte seiner Forschungsarbeit sind:
- Psychotherapeutische und pharmakotherapeutische Interventionen bei depressiven Störungen und Zwangserkrankungen
- Hirnfunktionsdiagnostik bei psychiatrischen Erkrankungen
- Suizidprävention durch gemeindebasierte Interventionsprogramme
- Regulation von Schlaf und Wachheit bei Patienten mit psychiatrischen Erkrankungen.[7]

Seit Juni 2021 veröffentlicht er mit Harald Schmidt den Podcast Raus aus der Depression bei NDR Info.

## Kritik
Ein journalistischer Beitrag des SWR-Wissenschaftsmagazins Odysso vom 17. November 2016 kritisierte, dass eine Studie, die durch Hegerls Methoden reduzierte suizidale Handlungen nachwies, zu leicht als reduzierte vollendete Suizide misszuverstehen sei. Außerdem sagte darin Tom Bschor Hegerl undefinierte „Verbindungen“ zur pharmazeutischen Industrie nach.
In einem WDR-Beitrag zur Kritik an Antidepressiva wird kritisiert, dass Hegerl, der den Einsatz dieser Medikamente stark befürwortet, in der Vergangenheit persönlich Honorare von Pharmaunternehmen erhalten habe.

## Auszeichnungen
- 2002: Klinikförderpreis der Bayerischen Landesbank für das Projekt „Nürnberger Bündnis gegen Depression“
- 2003: Hermann-Simon-Preis für Sozialpsychiatrie für das Projekt „Nürnberger Bündnis gegen Depression“
- 2007: „European Health Forum Award“ (1. Preis) für das Projekt „European Alliance Against Depression“
- 2014: Die Weltgesundheitsorganisation (WHO) empfiehlt den 4-Ebenen-Ansatz in ihrem Suizidpräventionsbericht
- 2019: Das Magazin Cicero wählt Hegerl auf die Liste der 500 bedeutendsten Intellektuellen Deutschlands[7]

## Wissenschaftliche Publikationen
Die Suchmaschine Google Scholar verzeichnet im Oktober 2023 über 1000 Publikationen von Ulrich Hegerl, von denen viele auch häufig zitiert wurden. Sein h-Index lag demnach im Oktober 2023 bei 90.

## Bücher
- mit David Althaus, Holger Reiners: Das Rätsel Depression: eine Krankheit wird entschlüsselt. C.H. Beck, München 2016, ISBN 978-3-406-68697-9.
- Mit Svenja Henrike Niescken: Depressionen bewältigen: erste Anzeichen erkennen. Die Fülle der Therapien nutzen. Dauerhaft aus der Depression finden. Trias-Thieme, 4. Auflage, Stuttgart 2022, ISBN 978-3-432-11580-1.